# 青蓮寺 (太田市)
青蓮寺（しょうれんじ）は、群馬県太田市岩松町にある時宗の寺院。山号は岩松山。院号は義国院。本尊は阿弥陀如来。

## 歴史
この寺の創建年代については不詳であるが、平安時代後期の武将源義国（1091年? - 1155年）の開基により、源祐を開山として岩松山に創建されたという。この地が義国の館跡ともいうが、定かではない。鎌倉時代に入り弘安年間（1278年 - 1288年）に時宗に改められた。岩松氏の帰依を得た。金山城主岩松尚純は当寺に閑居して連歌に励んだ。後に桐生市にも同名寺院が建立された。江戸時代には江戸幕府から朱印状を与えられていた。

## 文化財
- 群馬県指定文化財
  - 紙本墨画岩松尚純像
- 太田市指定重要有形民俗文化財
  - 間引き絵馬[3]